# 黒主山

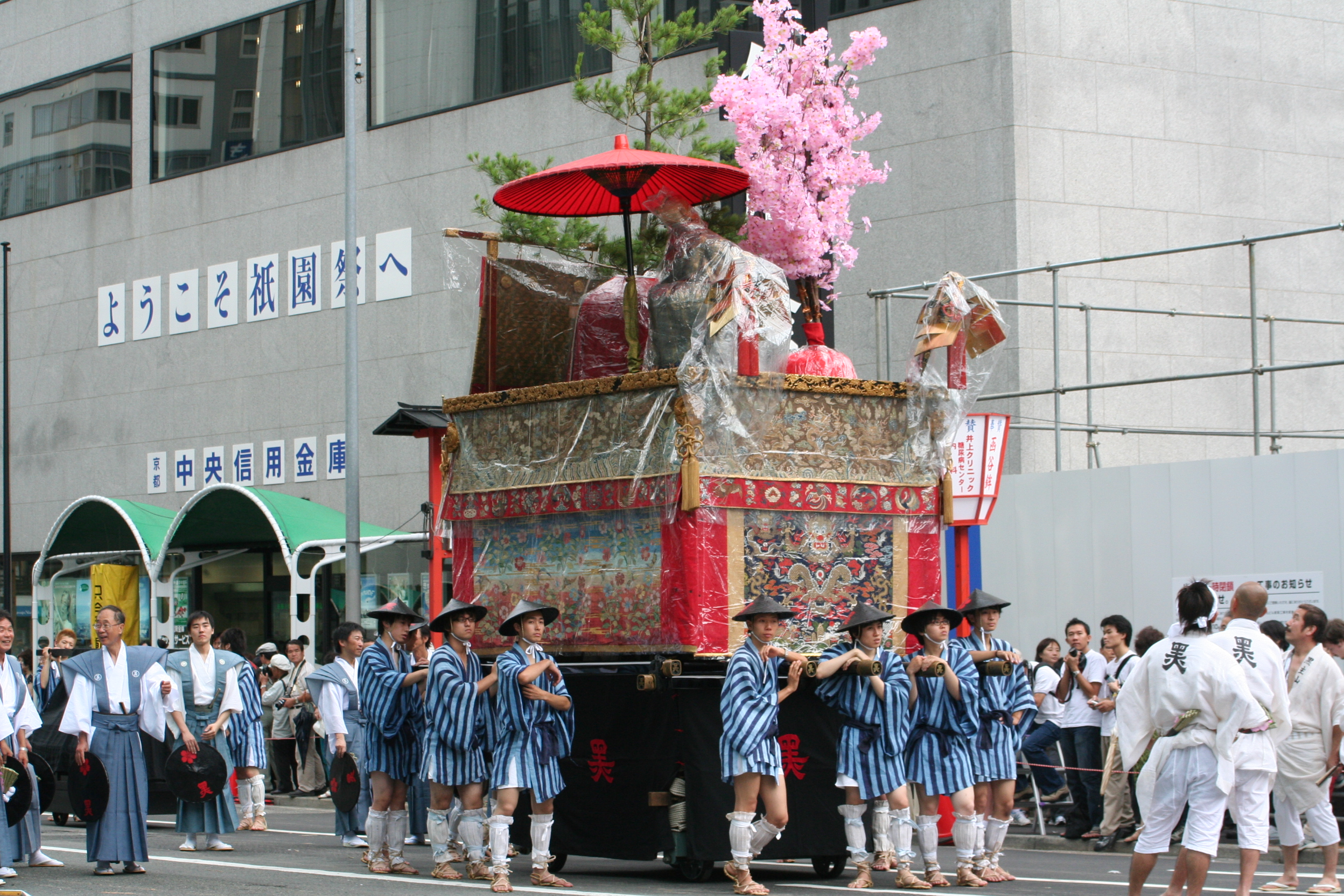
黒主山

黒主山（くろぬしやま）は、祇園祭後祭の山。中京区室町三条下がるに位置する。

## 概要
この山は謡曲『志賀』を取材し、大伴黒主が志賀の桜を眺める様子を表したもので、黒主の人形を御神体として祀る。